# Shun Nagasawa
Shun Nagasawa (長沢 駿 Nagasawa Shun?), född 25 augusti 1988 i Shizuoka prefektur, är en japansk fotbollsspelare.
Nagasawa började sin karriär 2007 i Shimizu S-Pulse. 2011 blev han utlånad till Roasso Kumamoto. 2012 blev han utlånad till Kyoto Sanga FC. 2013 blev han utlånad till Matsumoto Yamaga FC. Han gick tillbaka till Shimizu S-Pulse 2014. 2015 flyttade han till Gamba Osaka. Med Gamba Osaka vann han japanska cupen 2015. Efter Gamba Osaka spelade han för Vissel Kobe och Vegalta Sendai.